# (504555) 2008 SO266
(504555) 2008 SO266 est un objet transneptunien du groupe des plutinos.

## Caractéristiques
(504555) 2008 SO266 mesure environ 250 km de diamètre.